# Плюснин, Николай Васильевич
Николай Васильевич Плюсни́н (9 мая 1917 года — 10 декабря 1997 года) — гвардии старший сержант Рабоче-крестьянской Красной Армии, участник Великой Отечественной войны, Герой Советского Союза (1944).

## Биография
Родился 9 мая 1917 года в семье крестьянина в переселенческом посёлке Павловском Тевризской волости Тарского уезда Тобольской губернии.
После окончания пяти классов школы работал в колхозе и в Тевризском райпотребсоюзе.
В 1936 году был призван на службу в Рабоче-крестьянскую Красную Армию. 
В сентябре 1941 года вступил в первый бой под Тулой, здесь он был награждён медалью "За отвагу". В одном из боёв он сжёг бутылками с зажигательной смесью танк, начавший заходить во фланг подразделению, но был ранен.
После возвращения из госпиталя участвовал в битве за Сталинград, вовремя одной из атак был ранен. После возвращения из госпиталя попал в разведку, и в первый же свой выход в тыл противника захватил пленного.
К сентябрю 1943 года гвардии старший сержант Николай Плюснин командовал взводом автоматчиков мотострелкового батальона 9-й гвардейской механизированной бригады 3-го гвардейского механизированного корпуса 47-й армии Воронежского фронта. Отличился во время битвы за Днепр. 30 сентября 1943 года его взвод в числе первых переправился через Днепр в районе села Селище Каневского района Черкасской области Украинской ССР и принял активное участие в боях за захват и удержание плацдарма на его западном берегу. В тех боях Плюснин лично уничтожил 2 огневые точки, захватив в плен 3 вражеских солдат.
Указом Президиума Верховного Совета СССР от 3 июня 1944 года гвардии старший сержант Николай Плюснин был удостоен высокого звания Героя Советского Союза.
В бою под Белой Церковью был ранен близким взрывом мины и отправлен на лечение.
После окончания войны был демобилизован. 
Сначала проживал и работал в Омске, здесь он окончил Омскую совтпартшколу и работал в системе потребкооперации. В 1959 году переехал в Хмельницкий, где работал на сахарном заводе.

## Награды
- медаль «Золотая Звезда»[1]
- орден Ленина[1]
- орден Красного Знамени[1]
- Отечественной войны 1-й степени
- медали[1].